# Energía de Planck
En física, la unidad de energía en el sistema de unidades naturales conocido como las unidades de Planck es la energía de Planck, y se denota por EP.
{\displaystyle E_{p}={\sqrt {\frac {\hbar c^{5}}{G}}}\approx } 1.956 × 109 J {\displaystyle \approx } 1.22 × 1019 GeV {\displaystyle \approx } 0.5433 MWh
donde c es la velocidad de la luz en el vacío, {\displaystyle \hbar } es la constante reducida de Planck y G es la constante de gravitación universal. EP es una constante derivada, en oposición a la unidad Planck base.
También se puede definir como
{\displaystyle E_{p}={\frac {\hbar }{t_{P}}},}
donde {\displaystyle \ t_{P}} es el tiempo de Planck, o como
{\displaystyle E_{p}={m_{P}}{c^{2}},}
donde {\displaystyle \ m_{P}} es la masa de Planck.
Los rayos cósmicos de energía extremadamente alta observados en 1991 tenían una energía medida de unos 50 julios, equivalente a 2.5×10−8 Ep. Las unidades de Planck suelen ser demasiado pequeñas para ser útiles a escala macroscópica, sin embargo, una Ep es claramente macroscópica, y es aproximadamente la energía almacenada en el depósito de combustible de un automóvil (57,2 L de gasolina a 34,2 MJ/L de energía química).
Con todo, Ep es una cantidad de energía significativa en la física de partículas cuando se considera la fuerza de la gravitación. La energía de Planck no sólo es la energía requerida en principio para sondar la longitud de Planck, sino que probablemente también es la máxima cantidad posible de energía que se puede concentrar en una región de esa escala. Una esfera de una longitud de Planck de diámetro que contenga una unidad de energía de Planck daría lugar a un minúsculo (pero extremadamente caliente) agujero negro.
Las unidades de Planck están pensadas para normalizar las constantes físicas {\displaystyle \hbar }, G y c a 1. Con esto, por medio de unidades de Planck, la conocida ecuación de la equivalencia entre masa y energía, E = mc², se simplifica a E = m, de manera que la energía y la masa de Planck son numéricamente idénticas. En las ecuaciones de la relatividad general, se suele multiplicar G por 8π, y, por ello, en trabajos de física de partículas y cosmología física, se suele normalizar 8πG a 1. Esta normalización da lugar a la energía reducida de Planck, que se define como:
{\displaystyle {\sqrt {\frac {\hbar {}c^{5}}{8\pi G}}}} {\displaystyle \approx } 0.390 × 109 J {\displaystyle \approx } 2.43 × 1018 GeV.